# محرمعلی خان
محرمعلی خان با نام کامل محرمعلی زینعلی (۱۲۸۹ - ۲۰ بهمن ۱۳۵۴)، کارمند اداره تامینات نظمیه و متعاقباً ادارهٔ شهربانی بود. او در سال ۱۳۰۷ در اداره نظمیه استخدام شد و از سال ۱۳۱۷ در بخش اطلاعات به فعالیت خود در این اداره تا هنگام درگذشت در سال ۱۳۵۴ ادامه داد. مهم‌ترین نقش محرمعلی خان در طی دوران خدمت، بازبینی مطبوعات و نشریات ایرانی بود که به همین دلیل در میان مطبوعاتی‌های آن دوره، به عنوان «سانسورچی» ملقب شده بود.

## دوران خدمت
محرمعلی خان متولد سال ۱۲۸۹ خورشیدی در یکی از روستاهای آذربایجان بود. او تحصیلاتی در حد خواندن و نوشتن داشت و در سال ۱۳۰۷ به‌عنوان کارمند دون‌پایه وارد خدمت نظمیه (شهربانی) شد و از سال ۱۳۱۷ به بخش اطلاعات همان اداره منتقل و به مقام معاونت فردی موسوم به شمیم که مسئول تأیید انتشار مطبوعات و صدور اجازه خروج آنها از چاپخانه‌ها بود، منصوب شد. پس از شهریور ۱۳۲۰ و تغییر سلطنت از رضاشاه  به محمدرضا شاه، و باز شدن فضای سیاسی، محرمعلی خان جانشین شمیم شد.

## درگذشت
محرمعلی خان در روز ۲۰ بهمن سال ۱۳۵۴ در تهران درگذشت و در قم به خاک سپرده شد. از محرمعلی خان زندگینامه و خاطراتی به قلم خودش وجود ندارد، ولی بسیاری از روزنامه‌نگاران ایرانی دورهٔ پهلوی، خاطرات خود از تعامل با محرمعلی خان را منتشر کرده‌اند. از جملهٔ این مطالب، می‌توان به خاطرات دکتر علی بهزادی، مدیر هفته‌نامه سپید و سیاه، در جلد اول کتاب شبه خاطرات اشاره کرد.